# Reifensteiner Schulen

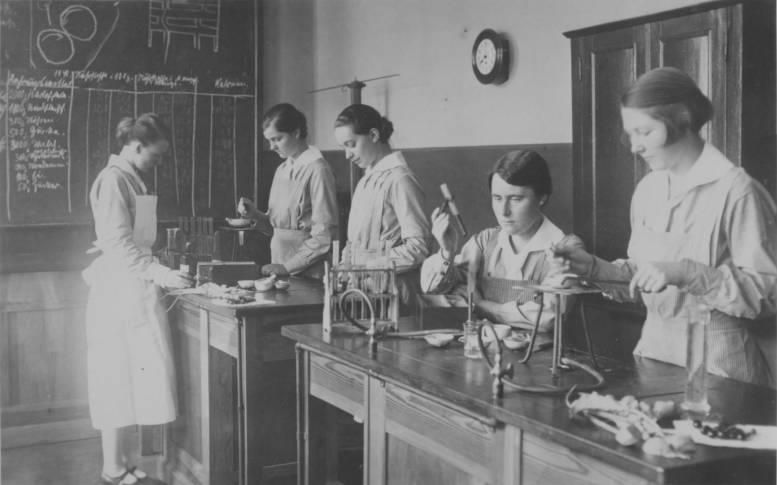
Chemieunterricht in Maidhof 1926

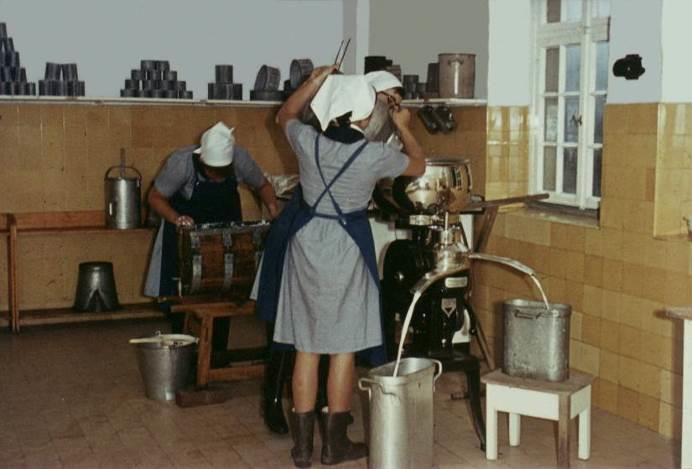
Reifensteiner Schülerinnen 1985 bei der Arbeit im Molkereiraum in der Schule in Wittgenstein

Mit Reifensteiner Schulen werden historisch bedeutende berufliche Bildungseinrichtungen für Frauen und Mädchen bezeichnet. Der Reifensteiner Verband (ursprünglich der 1896 begründete Verein zur Errichtung wirtschaftlicher Frauenschulen auf dem Lande) vertrat ihre Interessen.
Insgesamt wurden an den eigenen und angeschlossenen Schulen rund 90.000 Frauen und Mädchen nach dem Volksschul- bzw. Oberschulabschluss ausgebildet. Der Verband wie die Schulen und Absolventinnen (unter anderen Käthe Delius, Marie-Elisabeth Lüders) spielten eine wichtige Rolle im deutschen Berufsbildungssystem wie in der Frauenbildung insgesamt. Sie leisteten eine Pionierarbeit für die landwirtschaftliche Bildung, die Ökotrophologie als Hochschulfach, die Verbraucherberatung und das ländliche Sozialwesen. Die Gründung geht auf Initiativen der preußischen Adeligen Ida von Kortzfleisch zurück. Die letzten Schulen schlossen 1990.
Der nach Reifenstein im Eichsfeld benannte Reifensteiner Verband besaß seit 1897 insgesamt 15 eigene (höhere) Schulen, einschließlich einer der Schule Bad Weilbach angegliederten Kolonialschule. Zugleich fungierte der Verband als Schulverbund, Stellenvermittlung und Netzwerk der Absolventinnen und Schüler- und Seminaristinnen. Über Kooperationen angeschlossen waren zahlreiche weitere Träger, sodass sich insgesamt mehr als 40 wirtschaftliche Frauenschulen, ländliche Haushaltungsschulen und Lehrbetriebe der Reifensteiner Idee und Bewegung verbunden fühlten. Die Liste der Reifensteiner Schulen gibt dies im Überblick wieder.

## Hintergrund

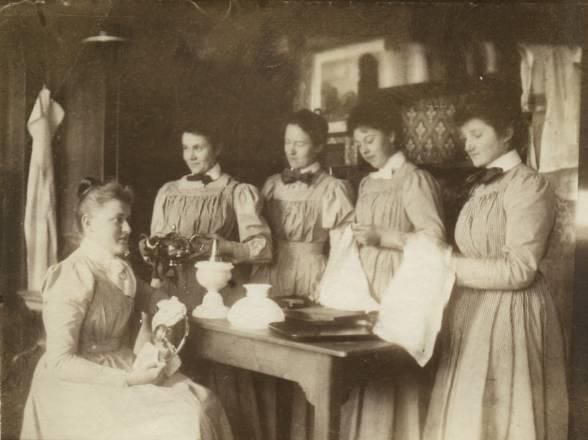
Reifensteiner Schule Ofleiden 1898, Maiden bei der Hausarbeit in der damaligen Schultracht.

### Hauswirtschaftliche Bildung auf dem Lande

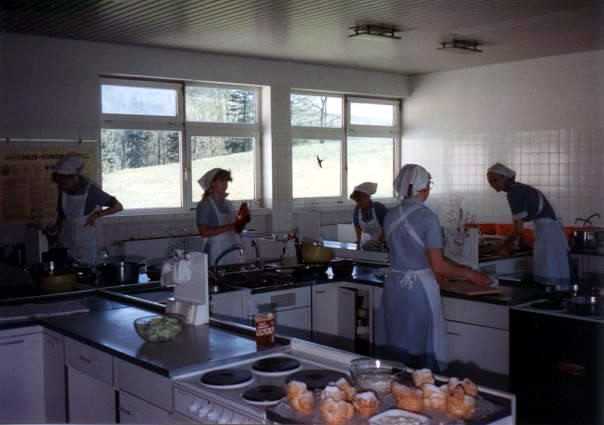
Lehrküche in Wittgenstein 1985

Bis in das frühe 20. Jahrhundert spielten haushaltsnahe Dienstleistungen für die Berufstätigkeit von Frauen eine zentrale Rolle. Statt einer systematischen Schulung wie im dualen System der Berufsausbildung herrschte in der Frauenbildung auf dem Lande oft noch der Grundsatz: „Die Tochter lernt am besten von der Mutter“. Für junge Männer gab es dagegen zu dieser Zeit schon zahlreiche fachliche Bildungseinrichtungen wie etwa Land-, Ackerbau- und Fortbildungsschulen. Die bäuerliche Frauenbildung (bzw. deren Mängel) galt im Kaiserreich schon länger als Problemfeld und war ein wichtiges Thema der frühen (adeligen bzw. bürgerlichen) Frauenbewegung. 

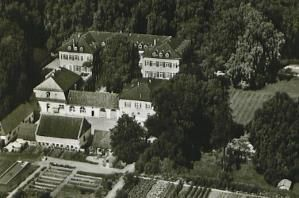
Reifensteiner Schule Weilbach in den 1950er Jahren

Bereits in den 1870er Jahren hatten einige Frauenvereine sogenannte Haushaltungsanstalten eingerichtet. Der 1859 von Großherzogin Louise mitbegründete badische Frauenverein galt in der Beziehung als bahnbrechend. 1886 wurde in Pforzheim eine erste Haushaltungsschule eingerichtet. In Baden, genauer in Schopfheim 1885, gab es auch die ersten Wanderkochkurse. Diese fanden vor allem in den Wintermonaten (vgl. Winterschule) statt, die Frauenvereine stellten Lehrerin und die (mobile) Küchenausrüstung. Mit einem zunehmenden Interesse der Kommunen und Regionalbehörden wurden die Kurse länger durchgeführt, so mindestens 6 Wochen und so auch nach Kramer nachhaltiger wirksam. Die Wanderschulen verloren mit den zunehmenden vorhandenen festen Einrichtungen in Baden bereits vor dem Ersten Weltkrieg an Wichtigkeit, während sie in Bayern dann erst systematisch ausgebaut wurden. In Süddeutschland kamen die dortigen mittleren Betriebsformen der Mitarbeit von Frauen entgegen, während laut Kramer in der Landwirtschaft in Preußen Frauen zuvor weder auf den großen Gütern noch bei den Kleinpächtern oder Taglöhnerfamilien an der eigentlichen landwirtschaftlichen Produktion enger beteiligt waren. Auch die Reifensteiner Schulen wurden bei Kramer bereits 1913 detailliert beschrieben. Er nennt sie im Rahmen der Bestrebungen der deutschen Frauenbewegung nach einer besseren Berufsbildung. Noch beim Deutschen Frauenkongress in Berlin 1912 wurde eine mangelhafte Vorbildung der Landfrauen auch als wirtschaftliches Problem und Zeichen von Rückständigkeit in Deutschland beklagt. Kramer sah auch das Problem, dass die Ausbildung in Gaststätten oder gar im städtischen Bereich den Mädchen das Interesse an einer Rückkehr auf das Land verleide und die Landflucht so zunehme. Die Mädchen der unbemittelten Landbevölkerung fanden demnach auch zunehmend als (ungelernte) Arbeiterinnen in der städtischen Industrie Beschäftigung, was damals eher negativ gesehen wurde.
Kramer verglich die deutsche Situation mit einer Reihe von Institutionen im Ausland. Auch in der Schweiz, Belgien und Österreich gab es Wanderkochkurse für Frauen auf dem Lande. Die österreichischen Bildungseinrichtungen für Landfrauen wurden 1913 als vergleichsweise rückständig charakterisiert, die Schweiz hingegen als vorbildlich dargestellt. In Frankreich war damals zwar Hauswirtschaft ein Thema bei den Grundschulen, die höhere Bildung von schulentlassenen Mädchen wurde aber nicht systematisch organisiert. In den USA waren nach Kramer insbesondere Iowa und der Staat New York führend, die Ausbildung von Hauswirtschaftslehrerinnen dauerte damals schon 4 Jahre und war auf sehr hohem Niveau.

### Wandel der Ausstattung wie der Literatur
Gleichzeitig stieg die technische Ausstattung der Haushalte massiv an, die zugehörige, laut Hans Jürgen Teuteberg bislang wenig erforschte, aber überraschend umfangreiche und inhaltsreiche Haushaltsliteratur ebenso. Deren Vorgänger hatten sich noch im 16. bis 18. Jahrhundert in Form der Hausväterliteratur (siehe auch Hausmannskost) nur an die pater familias, die männlichen Vorstände größerer ländlicher Haushalte gewandt. Mit der zweiten Hälfte des 19. Jahrhunderts wurden dann begonnen, Frauen – erst die erfahrene Hausmutter und zunehmend die jüngere, noch unerfahrene Hausfrau – erst eigenständig wahrzunehmen und sie in dann in großem Umfang erstellten Haushaltsratgebern auch eigens zu adressieren. Die damit verbundene neue Rolle der Hausfrau als Haushaltsvorstand wurde später ebenso unter dem Motto Wo Hausfrauen gemacht werden unter anderem den nordwestdeutschen Haushaltungsschulen nachträglich zugeschrieben und dann – wiederum unter emanzipatorischen Vorzeichen – eher negativ gesehen.

## Ida von Kortzfleisch

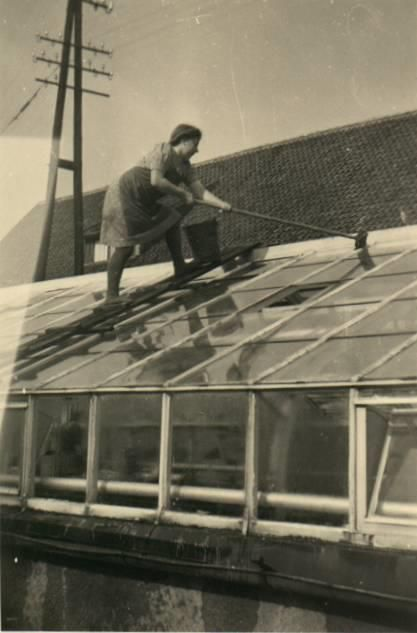
Obernkirchen, Reinigung eines Gewächshaus 1960

Ida von Kortzfleisch veröffentlichte 1894 eine Denkschrift unter dem Titel Die Weibliche Dienstpflicht in der wirthschaftlichen Frauenhochschule in der Tageszeitung Tägliche Rundschau. Sie reagierte damit auf eine Artikelserie des Schriftstellers Otto Leixner zur Frauenfrage in Deutschland, der die politische Streberei wie den falschen Bildungsbegriff der Weiberrechtlerinnen und deren angebliche zunehmende Vaterlandslosigkeit angegriffen hatte. Die Denkschrift wurde namensgebend für die wirtschaftlichen Frauenschulen, die Kontroverse führte mit zur Gründung der Schulen. Von Kortzfleisch, selbst keine Pädagogin, aber eine Netzwerkerin mit Zugang zu verschiedenen adeligen wie gutbürgerlichen Kreisen, beabsichtigte mit den wirtschaftlichen Frauenschulen ein bisher nicht vorhandenes höheres Bildungswesen für junge Frauen auf dem Land aufzubauen und dies auch breiter gesellschaftlich zu etablieren. Die dabei angeführte Idee eines weiblichen Dienstjahres, analog dem militärischen Einjährigen für männliche Absolventen der Oberschulen, fand nach Kramer auch bei der Frauenbewegung Anklang. Dort wurde es explizit in Zusammenhang mit dem Frauenwahlrecht gestellt.
Kramer sah dies als wörtlich etwas phantastische Pläne an, stellte aber den breiten Anklang wie einige etwas militärisch anmutende Fachausdrücke bei den Maiden mit der ursprünglichen Idee in Zusammenhang. Wörner-Heil sieht die Reifensteinerinnen als Teil der Bestrebungen zur zunehmenden Anerkennung der Rolle von Frauen als Staatsbürgerinnen im 19. Jahrhundert wie als Wegbereiter für die spätere Kombination von Sozial- und Bildungsreformen.

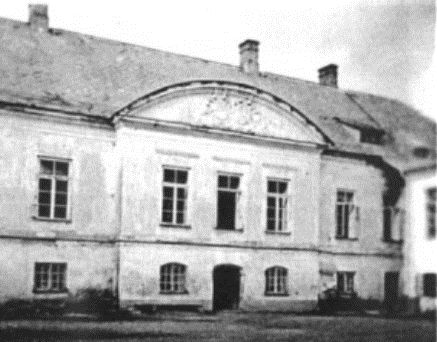
Reifensteiner Schule im Stift Finn in Estland 1922–1939

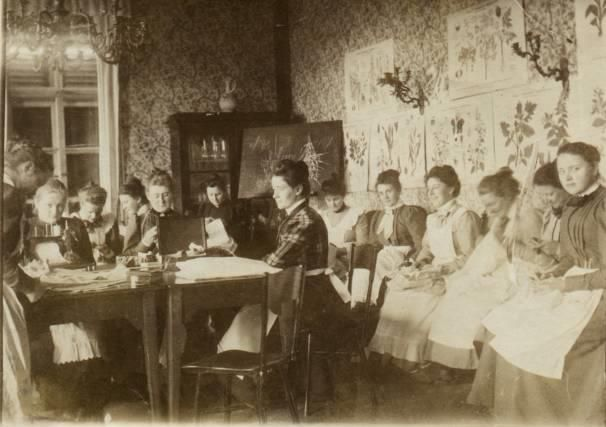
Ofleiden Handarbeitsunterricht 1898

Kortzfleisch selbst führte die Sammlung der in den Familien der Besitzenden vielfach nutzlos ruhenden weiblichen Kräfte als einen wichtigen Vorzug der wirtschaftlichen Frauenschulen an. Ihr lag auch an der Beseitigung der persönlichen und gesellschaftlichen Vorurteile zwischen Frauen verschiedener Stände und Herkunft. Die Schulen sollten Mädchen, die ihre Zeit und Kräfte nicht zu verwerten wissen Arbeitsgebiete von Frauen auch jenseits der Hausfrauentätigkeit vorstellen und sie zur Selbständigkeit in der Arbeit und der Übernahme von Vertrauensposten befähigen. Explizit war auch die Ausbildung hinsichtlich Führungsaufgaben vorgesehen. Wichtig war Kortzfleisch ebenso, dass Frauen ihre Interessenvertretung selbst in die Hand nahmen. Als bei der Gründung des Deutschen Evangelischen Frauenbunds 1912 der Theologe Ludwig Weber die Kongressleitung dominierte, verständigte sie Elisabeth Gnauck-Kühne über deren (ihr nicht mitgeteilte) Wahl in den Vorstand und unterstützte die spätere Vorsitzende Gertrud Knutzen und deren Engagement für autonome Strukturen in dem Bund. Die Maiden kooperierten bei der Stellenvermittlung mit dem evangelischen Frauenbund.

## Geschichte

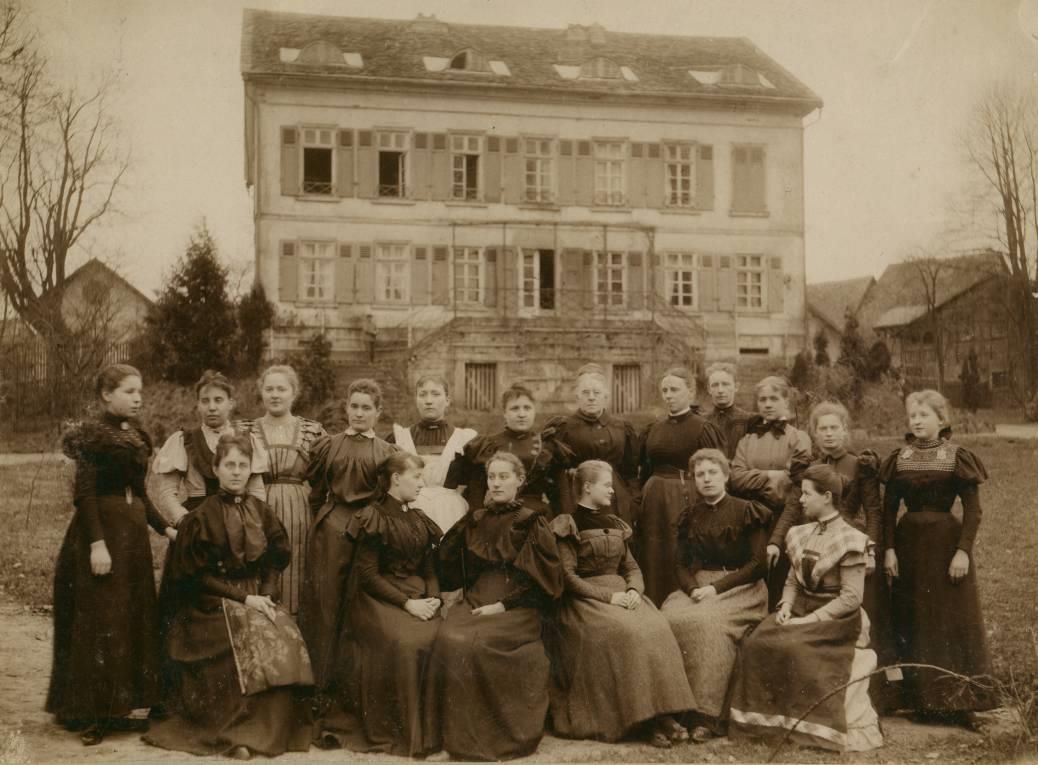
1898 Reifensteiner Schule Nieder-Ofleiden. Gruppenbild des ersten Jahrgangs 1897–1898 mit Freifrau von Schenck zu Schweinsberg (6. von rechts stehend in der 2. Reihe), einer wichtigen Förderin der Schulen.

1896 wurde der Verein zur Errichtung wirtschaftlicher Frauenschulen auf dem Lande von Ida von Kortzfleisch gegründet. Auf dem Gut der Freifrau Dorette von Schenck zu Schweinsberg (1842–1902) im mittelhessischen Nieder-Ofleiden wurde für zunächst drei Jahre in 1897 die erste Wirtschaftliche Frauenschule eröffnet. Mit der Gründung der ersten Frauenschule und ihrem Ausbildungsangebot für eine – damals – an neuesten wissenschaftlichen Erkenntnissen orientierte ländliche Hauswirtschaft wurde versucht, die Benachteiligung von Frauen im ländlichen Raum gegenüber den Städterinnen zu beseitigen. 

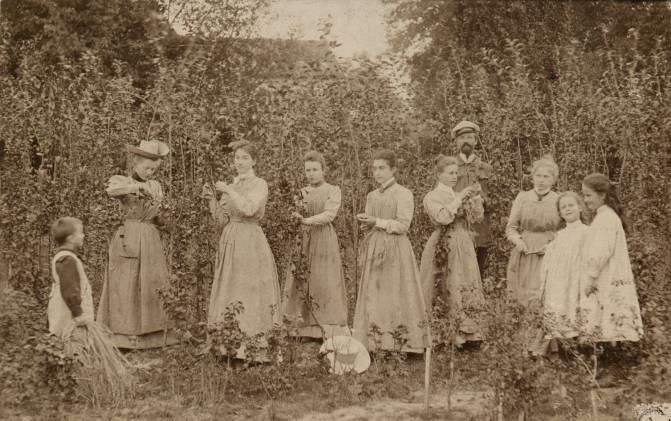
Ofleiden 1898, Maiden bei der Gartenarbeit

### Anfänge in Ofleiden
Ein Erinnerungsbericht der späteren Politikerin Marie-Elisabeth Lüders nennt neben Ida von Kortzfleisch auch Auguste Förster, Margarethe von Bistram und Dorette Schenck zu Schweinsberg als vorbildliche Förderinnen der ersten Schule. Die ersten 20 Schülerinnen in Ofleiden waren zwischen 18 und 24 Jahren alt. Lüders sah die große Geschlossenheit ihres Jahrgangs auch in der gemeinsamen Tracht begründet. Das Verhältnis zu den Lehrerinnen wird mit zwei Ausnahmen als sehr gut beschrieben, Lüders sah sich auch angesichts ihrer frauenbewegten Neigungen von diesen gelegentlich ungerecht bzw. launisch behandelt. Das Anwesen war auch für damalige Verhältnisse vergleichsweise primitiv ausgestattet, es gab keine Wasserleitung, weder Strom noch Gas, die Schlafkammern waren nicht geheizt, die verlangte Arbeitsleistung angesichts der vergleichsweise hohen Gebühren recht umfangreich. Zwei Dorfmädchen halfen beim Scheuern und Wassertragen. Die Maiden waren in Gruppen zugeteilt, die abwechselnd im Haus, oder der Küche oder bei den Hühnern und Puten,  sowie bei der Wäsche verschiedene Dienste zu verrichten hatten. Bei der Gruppe Garten war der Umgang mit Bienen vergleichsweise unbeliebt. Die Maiden waren zudem angehalten, im kürzlich eingerichteten örtlichen Kindergarten wie bei einem Winterlehrgang für die Dorfmädchen selbst zu unterrichten und zu betreuen. Lüders kam selbst aus einem gutbürgerlichen Umfeld und promovierte 1912 zur Aus- und Fortbildung von Frauen in gewerblichen Berufen. Sie beschreibt den Umgang mit den sozial und wirtschaftlich ganz anders gestellten Dörflern als äußerst lehrreich, auch hinsichtlich der von etlichen der Maiden später gewählten sozialen Arbeit. Unter anderem waren sie anhand von Lupusfällen (Hauttuberkulose) im Umfeld auch drastisch mit den Folgen mangelnder Hygiene konfrontiert.

### Reifenstein
Im Jahr 1900 wurde die Schule nach Reifenstein im Eichsfeld verlegt. 1903 unterstützte der preußische Landwirtschaftsminister Victor von Podbielski die Einrichtung weiterer Schulen. 1906 wurde das Reifensteiner Modell und Unterlagen des Verbands der Botschaft von Österreich-Ungarn nach einer Anfrage vorgestellt. 

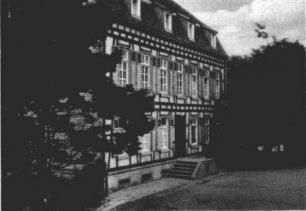
Reifensteiner Schule Ofleiden

1907–1909 musste der Verband und die Schulen dennoch um seine Zulassung kämpfen. Die Verlegung der Zuständigkeit vom Landwirtschafts- ins Handelsministerium in Preußen hatte den bisherigen Zugang zur Führung des Ministeriums gekappt. Nach einer massiven Kampagne in der Öffentlichkeit wie entsprechendem Lobbying erfolgte die Zulassung 1909. Anna von Heydekampf wurde die erste Schriftführerin, der Verband zunehmend professioneller. 1917 gab es bereits 68 körperschaftliche Mitglieder, zu denen unter anderem Kommunalverbände, Kammern und Provinzialausschüsse gehörten. Die wirtschaftlichen Frauenschulen auf dem Lande und der zugehörige Verein fanden nun weiteres Interesse. Der Andrang war groß, die Schulen konnten teilweise nur die Hälfte der Bewerberinnen aufnehmen.
Die Schulen ermöglichten eine höhere Ausbildungsmöglichkeit für Landmädchen der bemittelten Kreise, zum anderen galten sie als geeignete Lehrstätten für das Ausbildungspersonal der hauswirtschaftlichen Bildung insgesamt. Die Reifensteiner Schulen etablierten sich schnell. Die Lehrfarm Brakwater (Besitzerin Helene von Falkenhausen) bei Windhuk in Südwestafrika (heute Namibia), gehörte ab 1909 zum Verband. Eine weitere assoziierte Reifensteiner Schule im Ausland wurde mit dem Stift Finn in Estland 1922–1939 etabliert. In Preußen wurden 1915 Absolventinnen anderer Schulen nur noch in Ausnahmefällen als (Hauswirtschafts-)Lehrerinnen zugelassen. Reifensteiner Maiden waren bei zahlreichen Verbänden, Vereinen, in der insbesondere evangelischen Frauenbewegung wie bei den Landfrauen engagiert. Die Schulen wiesen 1908 bereits 124 Schülerinnen und 31 Lehrkräfte und hatten im Vorjahr 13.350 Mark staatliche und 20.465 anderweitige Zuschüsse erhalten. Der durchaus konservative positionierte Reifensteiner Verband wurde bereits auf Initiative Elisabeth Boehms 1913 beim Bund Deutscher Frauenvereine aufgenommen, was mit einer Namensvereinfachung verbunden wurde. Elisabeth Boehm (1859–1943) war Gründerin der landwirtschaftlichen Hausfrauenvereine und später langjähriges Vorstandsmitglied der Reifensteiner.
Adelige, Offiziers- wie Gutsbesitzerfamilien gehörten zu den wichtigen Unterstützern des Konzepts, auch die ersten Schülerinnen stammten mehrheitlich aus adeligen und bürgerlichen Kreisen. 1915 gehörten zum Vereinsausschuss unter anderem die Frau eines Generalleutnants von Ammon, Sophie geb. Berg, die Frau des Staatsministers Karl Heinrich von Boetticher, ebenso Maria geb. Puricelli, die Frau des Staatsministers Clemens von Schorlemer. Die Zahlstelle in Berlin wurde von der Frau des Oberstleutnants von Mauntz betrieben, die in Bad Kösen von der Frau des Generals Arthur von Heydekamp.

### Leitsätze und Lehrpläne im Kaiserreich
Die Leitsätze verglichen das Maidenjahr nach wie vor mit dem Einjährigen-Militärdienst der Oberschulabgänger. Die echt deutschen Schulen sollte ein Keimbündel der dem Weibe zustehenden Berufe vermitteln. Die Lehr- und Arbeitsgegenstände der wirtschaftlichen Frauenschulen sollten vorbereiten auf die Aufgaben des Weibes im deutschen Kulturleben, in dreifacher Richtung:
- Als Pflegerin des Lebens und der Gesundheit, auf Basis naturwissenschaftlicher Kenntnisse
- Als Gehilfin des Mannes auf Grund der wirtschaftlichen und gesellschaftlichen Ordnungen des Vaterlandes
- Als Hüterin der Sittlichkeit und Fürsorgerin des Volkes im Geiste Christi.[19]

Im Kaiserreich wurden zwei Lehrgänge an den Frauenschulen angeboten. Der einjährige Maidenlehrgang ermöglichte Mädchen und Frauen der gebildeten Stände sich auf den Beruf der Hausfrau oder deren Stellvertreterin vorzubereiten. Das Maidenjahr, ab 1926 das „Frauenlehrjahr“ bzw. „Lehrlingsjahr“, galt auch als Vorbereitung für das folgende, ebenfalls einjährige Seminar. Das Seminar bildete zur Lehrerin der landwirtschaftlichen Haushaltskunde aus. In der zweijährigen Ausbildung verteilten sich die 3030 Gesamtwochenstunden zu einem Drittel (940) auf die Theorie und zwei Drittel (2090) auf praktische Themen.
Die abschließende Prüfung teilte sich in zwei schriftliche Klausuren, jeweils zu praktischen wie theoretischen Aspekten. Zur mündlichen Prüfung gehörte eine Lehrprobe wie die Vorführung und Erläuterung einer praktischen Hausarbeit und ein theoretisches Examen. Die künftigen Lehrerinnen mussten vor einer Festanstellung noch ein Probejahr ableisten.

#### Tracht und Insignien

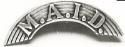
Schulnadel in Reifenstein

Die lange vorgeschriebene Tracht war am Reformkleid orientiert. Die Eigenbezeichnung der Schülerinnen als Maiden wurde auf das Akronym Mut, Ausdauer, Idealismus und Demut zurückgeführt und ist nicht zu verwechseln mit den Arbeitsmaiden des RAD bzw. Reichsarbeitsdienst in der Nazizeit. Die Reifensteiner Maidenabzeichen, die sogenannten Schulnadeln, sind schulspezifisch unterschiedlich. Die Broschen geben zumeist Motive aus der Landwirtschaft und der Natur als Kennzeichen der verschiedenen Schulen wieder.

#### Erste Berufsbilder

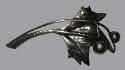
Schulnadel Weilbach

Der Reifensteiner Verband war eine berufständische Vertretung, entwickelte Berufsfelder für Frauen und diente auch als Netzwerk. Neben der Position als Lehrerin an stationären Schulen wie bei den Wanderhaushaltungsschulen gehörten auch die Betriebsleitung etwa bei Anstalten der Wohlfahrtspflege zum bereits 1915 vorgesehenen Berufsbild. Die Absolventinnen sollten befähigt werden, die Wirtschaftsführung mittlerer und größerer landwirtschaftlicher Betriebe und Güter zu übernehmen wie Lehrtätigkeiten auszuüben. Landpflege bei der allgemeinen Volksfürsorge und (leitende) Hausbeamtin etwa bei Erziehungsheimen, Heilstätten und Volksküchen wie als Haushälterin entsprechend größerer Haushalte war ebenso vorgesehen. Die Ausbildung zur „Hausbeamtin“ wurde ab 1923 als „ländliche Haushaltspflegerin“ staatlich anerkannt.
Eine der Reifensteiner Schulen, die in Bad Weilbach, bildete 1911 bis 1914 auch Frauen für eine Tätigkeit in den deutschen Kolonien aus. Diese Ausbildung dauerte eineinhalb Jahre nach dem Maidenjahr. Hier setzten sich aber die eigenständigen und spezialisierten Kolonialschulen in Witzenhausen und später in Rendsburg durch.
Nach dem verlorenen Ersten Weltkrieg verlor Deutschland Anfang 1920 alle Kolonien.

#### Lehrplaninhalte

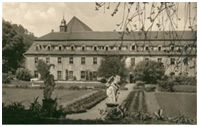
Reifensteiner Schule Reifenstein

Die Allgemeinen Lehrziele bezogen ausdrücklich Versuche, Exkursionen, praktische Aufgaben und die Selbstbetätigung der Schülerinnen mit ein. Ebenso war Personalführung, wörtlich die Befähigung, Betriebsanordnungen in angemessenen Umfange zu treffen und deren Ausführung zu überwachen, ein zentrales Anliegen. Die Lehrpläne beinhalteten hauswirtschaftliche (Kochen und Backen, Hausarbeit, Handarbeit) und wissenschaftliche Fächer (Physik, Chemie, Pflanzenkunde, Nahrungsmittellehre, Gesundheitspflege, Seelenkunde und Pädagogik), Bürgerkunde sowie Deutsch und Rechnungswesen. Bei den naturwissenschaftlichen Übungen wurden unter anderem Präparate für mikroskopische und bakteriologische Untersuchungen hergestellt, elektrochemische Versuche unternommen, Lötrohrproben unternommen und Trockenstoffe und Fettgehalte ermittelt. Ein dritter Schwerpunkt war die Landwirtschaftslehre, bei der Tierzucht, Molkereiwesen und Obst und Gemüsebau unterrichtet wurden.

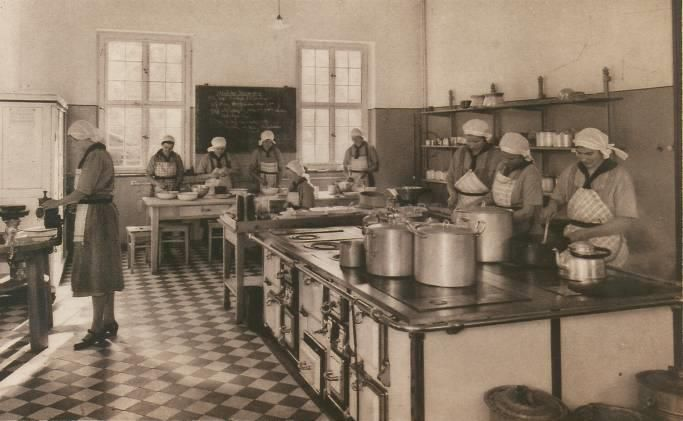
Lehrküche in Beinrode in den 1930ern

Die Frauenschulen bildeten in Kochen, Backen, Einmachen, Einschlachten, Waschen, Plätten, einfachem Schneidern, Nähen und Flicken aus. Geschult wurden Garten- und Gemüsebau, Geflügelhaltung und Geflügelzüchtung, Kleintier- und Schweinehaltung, Milchverarbeitung und Bienenzucht. Dazu wurden auch wirtschaftliche, rechtliche, naturwissenschaftliche, historische und politische Zusammenhänge vermittelt. Neben Lehrübungen und Fachmethodik wurden soziale und krankenpflegerisch-hygienische Inhalte durch Vorträge, Praktika und Unterricht in Säuglings-, Kinderpflege und Krankenbetreuung vermittelt.

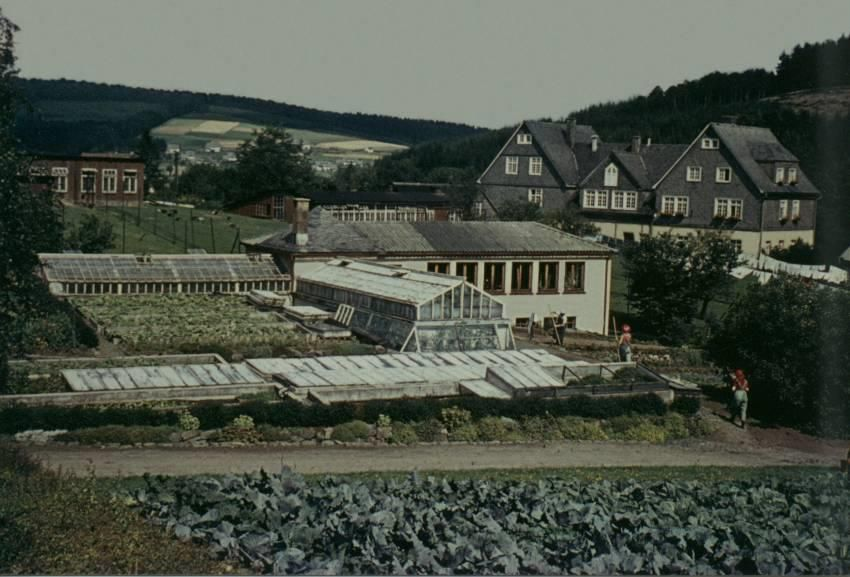
Anlagen bei der Reifensteiner Schule Wittgenstein 1985

Die Schulorganisation wie der Internatsbetrieb bezog die tägliche Versorgung der Schulgemeinde mit ein: Die jeweiligen Kochklassen sorgten für das Mittagessen der Mitschülerinnen. Der strukturierte Lehrplan und die enge Verknüpfung von Praxis und Theorie bewährte sich auch in Krisenzeiten. Die praktische Ausrichtung, bei der Schülerinnen aus der Stadt die Naturverbundenheit, Maiden ländlicher Herkunft die hohe Selbständigkeit und Eigenverantwortlichkeit schätzten, zog sich durch die gesamte Schulgeschichte.
Verschiedene Ämter ergaben sich aus den täglich anfallenden Aufgaben, von der Reinigung der Lampen, bis zum Tiere füttern oder Tischdecken. Die Schülerinnen waren in Gruppen eingeteilt, die von einer Obermaid geführt wurde. Den Frauenschulen waren häufig praxisorientierte Muster-, Pflege- und Lehrbetriebe zur Ausbildung von weiblichen Lehrlingen für Land- und Hauswirtschaft und Gartenbau angegliedert. Gärten, Molkerei und Kleintierzucht wurden zu Ausbildungszwecken wie als eigenständige Wirtschaftsbetriebe geführt.

#### Tagesablauf

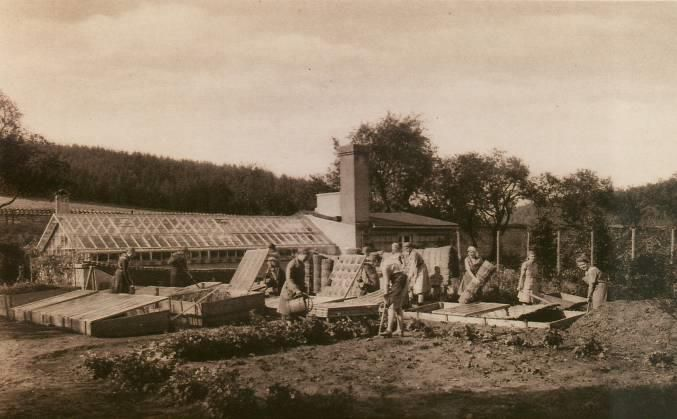
Gemüsegarten in Beinrode in den 1930er Jahren

Die Ausbildung war nach einem straffen Tagesplan organisiert. Ferien gab es 2–3 Wochen zu Weihnachten und 8–10 Tage im Oktober. Der Tag begann außer sonntags am 6 Uhr in der Früh mit einer kurzen Andacht und dem Frühstück. Am Vormittag fand der von einem zweiten Frühstück unterbrochene hauswirtschaftliche Unterricht statt, die Kochabteilung bereitete auch das Mittagessen vor. Danach war bis 15 Uhr eine Ruhezeit vorgesehen. Der wissenschaftliche Unterricht wurde bis zum frühen Abend durchgeführt, ebenso war Chorgesang wie Turnen regelmäßig vorgesehen. Einmal in der Woche war ein gemeinsamer Musik- oder Gesellschaftsabend vorgesehen, bei denen auch Schülerinnen Referate und Vorträge hielten. Zwar wurde jede häusliche Arbeit von Grund auf gelernt, für sich wiederholende Arbeiten waren aber auch Dienstmädchen im Haus oder wurden externe Fachkräfte angefragt. Sonntags war Kirchgang oder häuslicher Gottesdienst vorgesehen.

#### Aufwand und Verdienstmöglichkeiten

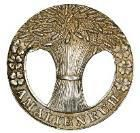
Schulnadel Landfrauenschule und Lehrgut Amalienruh bei Meiningen

Die Schulen nahmen Frauen und Mädchen aus den höheren Mädchenschulen zwischen 18 und 38 Jahren auf. Ein ärztliches Attest wie ein Führungszeugnis wurde verlangt. 1915 beliefen sich die vierteljährlichen Seminargebühren auf 350 (Maidenklasse) bzw. 300 Mark (Seminar) für deutsche Schülerinnen, Ausländerinnen wurden zugelassen, hatten aber mit pauschal 400 Mark etwas höhere Gebühren. Stipendien wurden unter anderem von Ida von Kortzfleisch selbst wie der deutschen Adelsgenossenschaft auf Antrag gewährt.
Die Prüfungen waren ab 1909 in Preußen staatlich anerkannt und geregelt. Anfangsgehälter für Absolventinnen lagen bei 600 bis 850 Mark bei Lehrerinnen (bei freier Station, sprich Kost und Logis) und 1800 und 2800 Mark (bei freier Station, was mit 750 Mark berechnet wurde), in verantwortungsvolleren Positionen. Einige der Schulunternehmer, wie die Landwirtschaftskammern oder Kommunalverbände zahlten auch Ruhegehälter, andere trugen einen Anteil bei den Pensionskassen. Der Reifensteiner Verband selbst führte auch Fortbildungsveranstaltungen aus. Die Schule auf dem Gut Amalienruh bei Meiningen bot erweiterte landwirtschaftliche Fortbildungen und Studien an, die sich auch an fertige Absolventinnen wandten.

### Erster Weltkrieg
Die Nachfrage nach Ausbildungsplätzen stieg im Ersten Weltkrieg rapide an. Zunächst wurden dennoch ganze Schulen aus militärischen Gründen geschlossen oder verlegt und erst im Winter 1914 wieder und verstärkt aufgenommen. Die Versorgungssituation war zunehmend angespannt, insbesondere 1916 regelrecht katastrophal, gleichzeitig waren haushaltswirtschaftliche Fachkenntnisse wie die Absolventinnen und Lehrkräfte sehr gefragt und eingespannt. Es wurden auch gesonderte regelrechte Kriegskurse eingerichtet. Die militärische Niederlage, das Ende des Kaiserreichs wie insbesondere die Spanische Grippe 1918–1920 führten zu erheblichen Beeinträchtigungen und Umbrüchen auch in den Schulen. Unter anderem die für ihre adeligen Maiden besonders gesuchte und bekannte Schule in Ofleiden wurde vom lokalen Arbeiterrat attackiert.

### Weimarer Republik

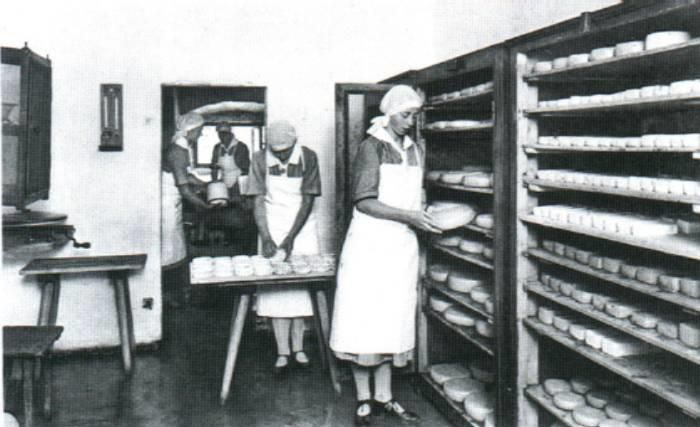
Der Käsekeller 1920 in Wöltingerode

Nach dem Ersten Weltkrieg wurde der zunehmende Bedarf an Lehrkräften für die Mädchenbildung auf dem Lande berücksichtigt und neue Berufsbilder wie die ländliche Sozialbeamtin oder Gärtnerin aufgenommen. Ab 1920 wurden weibliche Referentinnen auch bei den Landwirtschaftskammern aufgenommen. Eine Reifensteinerin, Käthe Delius, wurde die erste Ministerialreferentin im Landwirtschaftsministerium und trieb das hauswirtschaftliche Schulwesen wesentlich voran. Die Ausbildungszeit wurde verlängert und unter anderem ein soziales Halbjahr eingeführt. Ein Geburtstagsgruß an den ehemaligen Kaiser Wilhelm II. im Maidenblatt 1929 führte zu Kontroversen und einem erzwungenen Wechsel der Schriftleitung.

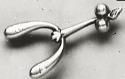
Schulnadel Reifensteiner Schule Obernkirchen

Der Verband wie die zugehörige Zeitschrift unterhielt auch eine eigene Arbeits- und Stellenvermittlung.

#### Maidentagungen
Die Maiden trafen sich unter anderem bei regelmäßigen zentralen Maidentagungen, zu denen jede Schule mindestens eine Vertreterin absenden sollte. 1926 fand eine solche in Breslau unter dem Motto Von Maiden für Maiden statt. Es wurde dabei zum Maidentee im Konzerthaus geladen, es erfolgte ein Vortrag einer Stuttgarter Altmaid und eine allgemeine Besprechung zu Maidenfragen. Das Programm wurde unter anderem mit einer Dampferfahrt und einem Verbandsabend ergänzt. Beim Tee wie beim Verbandsabend war die Tracht vorgeschrieben. Lokale Maidentreffen fanden regelmäßig unter anderem in Hamburg oder Stuttgart statt. In Berlin wurde bei lokalen Maidentreffen 1926 auch zum Schwimmen im Wannsee eingeladen und empfohlen, Gebäck, Lauten und Liederbücher mitzunehmen. Ein Namensbeitrag gedachte des Todesurteils gegen den Freikorpsangehörigen Leo Schlageter. Manche Artikel weisen auf Kontroversen hin, etwa zur Frage eines Alkoholverbots, noch 1921 wurde das Für und Wider des Frauenwahlrechts diskutiert. Die Oktoberausgabe 1926 war Ida von Kortzfleisch und dem 25. Jubiläum der Wirtschaftlichen Frauenschule Obernkirchen gewidmet. Unter anderem wurde zu dem Stiftungsfest die mistelförmige Oberkirchner Maidenbrosche abgebildet sowie ein Maidenlied O alte Maidenherrlichkeit angeführt.

#### Kooperation mit dem Jüdischen Frauenbund
Die Reifensteiner Schulen waren nicht konfessionell festgelegt, aber eng mit der protestantischen Frauenbewegung und Kirche vernetzt. 1926 wurde mit der Wirtschaftlichen Frauenschule in Wolfratshausen auch eine von einem jüdischen Träger, der Ortsgruppe München des Jüdischen Frauenbunds mit betriebene Frauenschule etabliert. Die Schule bestand bis 1938.
Unter anderem hatte die später in Theresienstadt ermordete Schriftstellerin Carry Brachvogel für die Wirtschaftlichen Frauenschulen und deren Kochkurse in Oberbayern geworben.

### Nationalsozialismus

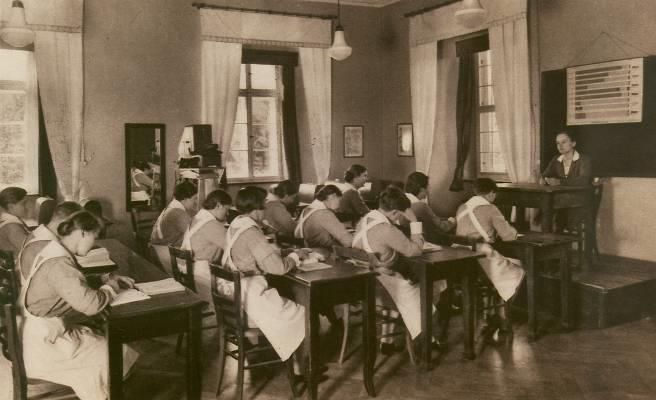
Unterrichtsraum in Beinrode in den 1930ern

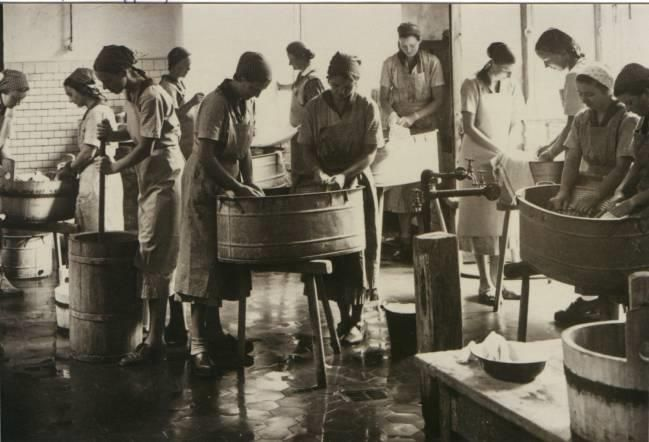
Wäschepflege in Reifenstein 1935

1934 wurde der Reifensteiner Verband mit seinen Schulen an den Reichsnährstand angliedert, der hannoversche Landesbauernführer Hartwig von Rheden nahm nun an den Vorstandssitzungen teil. In 1935 wurde per Erlass des Reichs- und Preußischen Ministers für Wissenschaft, Erziehung und Volksbildung die Ausbildung zur landwirtschaftlichen Lehrerin neu geregelt und die wirtschaftlichen Frauenschulen auf dem Lande in „Bäuerliche Frauenschulen“ umbenannt. Kernstück war bis 1936 die staatlich anerkannte (aber hinsichtlich der pädagogischen Inhalte dann separat durchgeführte) Ausbildung von Lehrerinnen für die eigenen Schulen und für das gesamte ländlich-hauswirtschaftliche Bildungswesen. 1936 erfolgte mit Ministerialerlass die Umbenennung in „Landfrauenschulen“.
Die adelige Herkunft vieler Schülerinnen, die grundsätzlich christliche Ausrichtung wie die gute (bzw. als übertrieben angesehene) Ausstattung der Schulen wurde von den neuen Machthabern kritisch gesehen.
1936 wurde die bisherige Vorsitzende von Herwarth abgesetzt und eine Vorsitzende und ein vom Reichsnährstand bestimmter Geschäftsführer eingesetzt, ähnlich wurde auch bei den Schulleitungen vorgegangen. Wesentliche Aspekte der demokratischen Selbstverwaltung wurden im Verband wie bei den Schulleitungen abgeschafft, Leitbilder und Aufnahmeregelungen im Sinne des Regimes und dessen Rassenideologie neu ausgerichtet.
1937 wurde der Verbandsnamen im Rahmen einer Satzungsänderung in „Reifensteiner Verband für haus- und landwirtschaftliche Frauenbildung“ geändert. 1942 wurde die Oberkirchner Schulleiterin Freiin von Dincklage nach einem Artikel in der SS-Zeitschrift Das Schwarze Korps zeitweise abgesetzt (und ihr später eine vom Reichsnährstand ernannte Stellvertreterin beigestellt), weil sie einer gottgläubigen (sprich unter NS-Vorzeichen aus der Kirche ausgetretenen) Bewerberin und Tochter eines SS-Angehörigen abgesagt hatte.
Der gesamte Bestand der Reifensteiner Schulen war zeitweise in Gefahr, sie wurden aber – auch aufgrund der ihnen zugemessenen Bedeutung für die Versorgungslage – insgesamt beibehalten. Zum Kriegsende hin wurde unter anderem einer Schulleiterin vorgeworfen, einem Pfarrer der Bekennenden Kirche Raum für Gottesdienste gegeben zu haben. Etliche Schulen waren von Einquartierungen wie Zwangsverpflichtungen betroffen und wurden unter anderem als Lazarett oder Hauptquartiere genutzt. Kriegsbedingte Schließungen und Zerstörungen ganzer Schulen wie die in Metgethen kamen hinzu. Inventar und ein Großteil des Lehrpersonals der Schulen in Reifenstein und Beinrode wurden noch vor der russischen Besatzung nach Obernkirchen verbracht.

### Wiederbegründung nach 1945 und Enteignung in der Sowjetischen Besatzungszone

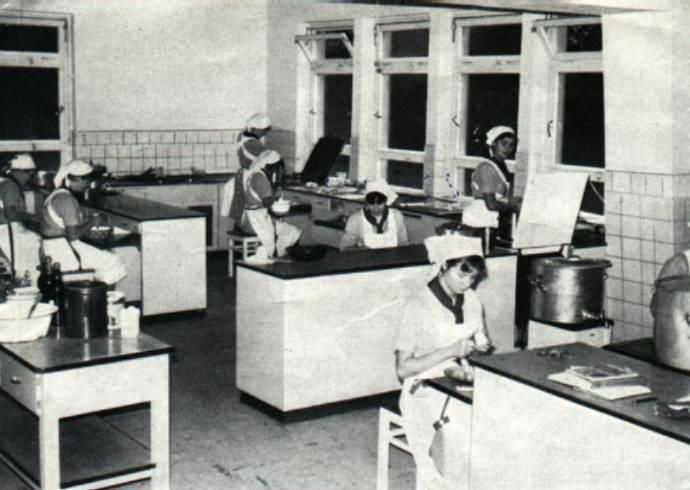
Lehrküche in den 1960er Jahren, Chattenbühl

1945/46 konnten die kriegsbedingt geschlossenen Landfrauenschulen Bad Weilbach, Chattenbühl, Obernkirchen, Wittgenstein und Wöltingerode in den westlichen Besatzungszonen wiedereröffnet werden. Durch Beschluss des Registergerichts Berlin wurde 1946 der bisherige Geschäftsführer zum Vorstand bestellt. 1947 erfolgte die Verstaatlichung der Frauenschulen Reifenstein und Beinrode auf Grund einer Anordnung der sowjetischen Militäradministration, das Eigentum an dem Besitz ging auf das Land Thüringen über.
Die formale Neukonstituierung des Reifensteiner Verbandes erfolgte erst 1947 durch Eintragung in das Vereinsregister Berlin-Charlottenburg und in 1948 in das Vereinsregister in Obernkirchen. Die Schulen wurden zu beruflichen Fachschulen, einige zeitweise zu höheren Fachschulen, das Kursangebot erweitert und unter anderem 6- oder 12-monatige Kurse für Abiturientinnen angeboten.

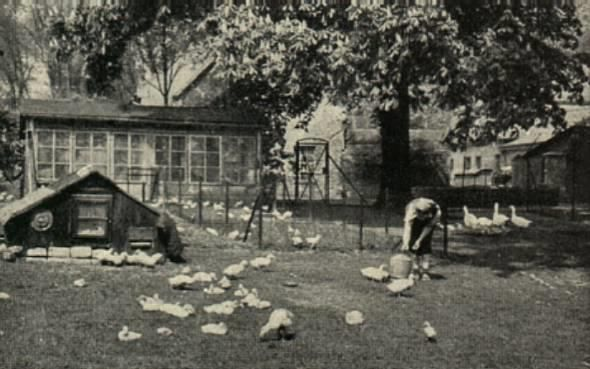
Geflügelhof in Weilbach 1950

1949 wurde eine erste Vorsitzende gewählt. Die Erste Mitgliederversammlung des Reifensteiner Verbandes fand am 10. Oktober 1950 statt. Die Satzungsänderungen der NS-Zeit wurden 1951 korrigiert, die bereits zuvor stattgefundenen Maidentage jetzt auch formell aufgenommen. Schulen im Westen übernahmen auch Patenschaften für Schulen (und deren Personal) in den ehemaligen Ostgebieten.

### Krise ab den 1960er Jahren

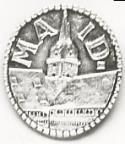
Schulnadel Wöltingerode

Ab den 1960er Jahren erfolgten erneut umfangreichen Modernisierungen sowohl in räumlicher und technischer als auch in pädagogischer Hinsicht. Das Kursangebot der Schulen erweiterte sich in diesen Jahren. Angeboten wurden sechs teilweise mehrjährige Ausbildungslehrgänge mit Schwerpunkt ländliche Hauswirtschaft, die unterschiedliche schulische Zugangsvoraussetzungen hatten. Dennoch wirkten sich von 1960 bis 1972 wirtschaftliche und soziale Veränderungen negativ auf die Schülerinnenzahlen und damit die wirtschaftliche Lage der Landfrauenschulen aus, was zur Schließung mehrerer Schulen führte. Die Bildungsreform hatte sich das katholische Arbeitermädchen vom Lande als Zielgruppe erkoren, die einstigen Schranken beim Zugang zur Hochschulbildung waren reduziert worden. Die gesellschaftlichen Veränderungen der 1968er Jahre stellten viele Reifensteiner Schultraditionen in Frage. Das Tragen der sogenannten Maidentracht, die einstmals zur Schulgemeinschaft wesentlich mit beigetragen hatte, wurde nach vielen Jahrzehnten freigestellt.
In den 1970er Jahren besaßen die zwei noch bestehenden Landfrauenschulen in Wittgenstein und Wöltingerode mehrere Schulzweige, die auch sozialpflegerische Berufswege ermöglichten. In Wittgenstein wurde eine zweijährige Schule für Diätassistentinnen eingerichtet. Die beiden Schulen bestanden bis zuletzt. So eröffnete die Reifensteiner Schule Wöltingerode 1973 beispielsweise eine Fachschule Sozialpädagogik. Von 1972 bis 1990 veränderten die beiden verbleibenden Reifensteiner Schulen ihre Strukturen, die Ausbildungsangebote werden erneut den neuen pädagogischen Bedürfnissen angepasst. 1980 wurde mit einer weiteren Tradition gebrochen: Der erste männliche Schüler wurde in die Wittgensteiner Schule zusammen mit 170 Schülerinnen aufgenommen. 1990 wurden die beiden letzten verbandseigenen Landfrauenschulen Wittgenstein und Wöltingerode geschlossen und an das Christliche Jugenddorfwerk Deutschland e. V. übergeben.

## Gegenwart und Erbe
Am 29. Mai 1991 konstituierte sich der Reifensteiner Verband e. V. – Verein ehemaliger Reifensteiner –, er konnte im Jahr 1997 sein 100-jähriges Bestehen feiern und hatte 2015 weltweit noch rund 1.200 Mitglieder. Die Verbands- und Schulunterlagen werden im Staatsarchiv Bückeburg (D 21) verwahrt. 

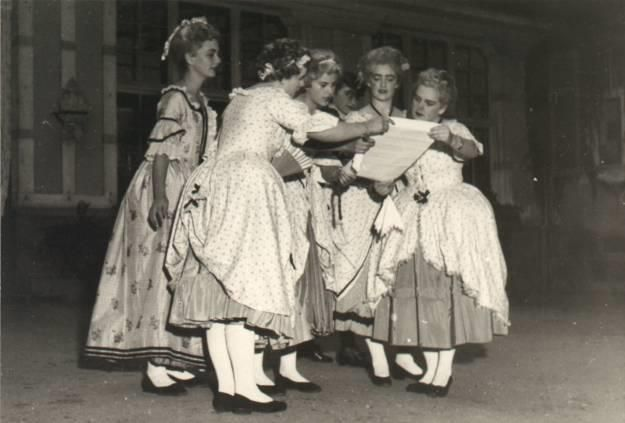
Laienspiel beim Stiftungsfest 1950 in Weilbach

Die Reifensteiner Frauenschulen werteten die ländliche Hauswirtschaft von einer Hilfsarbeit für Angelernte zu einem qualifizierten und geachteten Ausbildungsberufe. Sie hatten auch mittelbar Einfluss auf die zugehörigen Berufsausbildungen und deren Standesvertretung und Verbände. Die Schülerinnen hatten ein gewisses Standesbewusstsein und trugen auch zum Zusammenschluss in Landwirtschaftlichen Hausfrauenvereinen und den Landfrauenverbänden bei.
Sie vermittelten ebenso traditions- und gemeinschaftsstiftende Zeremonien wie Feste, Theater- und Krippenspiele sowie Musikaufführungen als Bestandteile des Schullebens. In Birkelbach war 1960 unter anderem der Geiger Luz Leskowitz aufgetreten, der später ein lokales Musikfestival leitete. Das Bildungsverständnis ging wie im dualen System üblich von der Einheit von Allgemein- und Berufsbildung aus und legte neben der fachlichen Qualifikation Wert auf die Persönlichkeitsentwicklung. Die Schulen und der Verband trugen zur Anerkennung der hauswirtschaftlichen Arbeit als Erwerbsarbeit, der Stärkung weiblichen Selbstbewusstseins, die Betonung des Prinzips der Selbsthilfe sowie zur wirtschaftlichen, kulturellen und beruflichen Emanzipation der Frauen auf dem Land bei.

## Bayerisches Kochbuch

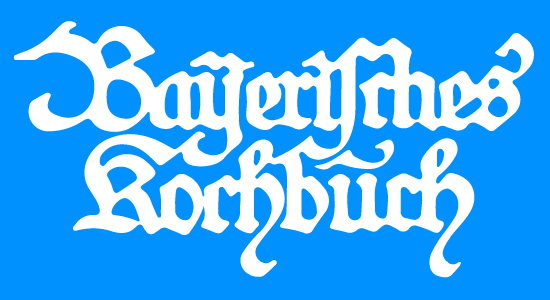
Logo des Bayerischen Kochbuchs

Die Wirtschaftliche Frauenschule in Miesbach hatte mit dem Fehrhof auch einen landwirtschaftlichen Musterbetrieb. Aus einer Rezeptsammlung der Generalstochter, Miesbacher Lehrerin und späteren Oberregierungs-Landwirtschaftsrätin Maria Hofmann entstand das bis in die Gegenwart erneuerte „Bayerische Kochbuch“. Miesbacher Maiden waren dabei mit Lehrküchen in Altbayern unterwegs und vermittelten in der kalten Jahreszeit entsprechende Inhalte. Das war damals laut der Schriftstellerin Carry Brachvogel wohl auch dringend notwendig. Sie warb für die Wirtschaftliche Frauenschule und deren Kochkurse:

„Dann wird Bayern seinen fest begründeten Ruf schlechter Küche verlieren und auch die breitesten Schichten werden lernen, daß es auch jenseits von Knödel und Einbrenne sehr bemerkenswerte kulinarische Provinzen gibt.“

Der auch demnach eher fragliche Spottausdruck Knödelabitur (im Reifensteiner Fall war Knödeleinjähriges zutreffender)  wird bis heute für Haushaltsfachschulen generell wie auch den in Bayern nach wie vor verbreiteten Gymnasien mit sozial- bzw. hauswirtschaftlichem Zug angeführt. Derlei Spitznamen kamen aber schon gegenüber nichtbayrischen Reifensteinerinnen auf; so wurde etwa Puddingschule – im Sinne eines Geusenworts – auch intern verwendet.
Hofmann betreute das Bayerische Kochbuch und dessen Neuauflagen bis zu ihrem Tod im Jahr 1998. Auch in anderen Reifensteiner Schulen wurden eigene Lehr- und Rezeptsammlungen für den Unterricht verwendet und publiziert.

## Bekannte Schülerinnen
- Elisabeth von Barsewisch (vgl. Bernhard von Barsewisch), und deren Tochter, die Autorin Gisa von Barsewisch.[39]
- Die Töchter Caroline Hermine und Henriette der zweiten Frau Kaiser Wilhelms II, Hermine Reuß ältere Linie, absolvierten ihre einjährige Ausbildung 1932/33 beziehungsweise 1936/37, ebenso in Obernkirchen.
- Käthe Delius (1893–1977), später Direktorin der Bundesforschungsanstalt für Hauswirtschaft.[10]
- Prinzessin Friederike Luise von Hannover, die spätere Königin von Griechenland, war von Ostern bis Herbst 1937 in Obernkirchen.
- Marie-Elisabeth Lüders, Politikerin und spätere Alterspräsidentin des deutschen Bundestages war 1899 Schülerin in Nieder-Ofleiden
- Freya von Moltke, Juristin und Widerstandskämpferin, Witwe von Helmuth James Graf von Moltke
- Ruth von Kalkreuth, Ehefrau von Mut Steiner, langjährige Vorsitzende des Landesverbands Württemberg der Landwirtschaftlichen Hausfrauenvereine, Häftling im Arbeitserziehungslager Rudersberg[40]
- Elisabeth von Thadden war in Maidburg bis zum Tod ihrer Mutter, wonach sie als Neunzehnjährige die Verwaltung der Güter ihres Vaters übernahm.[41]
- Ernestine von Trott zu Solz, Diakonisse und Leiterin der therapeutischen Lebens- und Wohngemeinschaft Landheim Salem bei Asendorf
- Verena Wagner, Enkelin Richard Wagners, war Schülerin in Obernkirchen im Jahrgang 1936/37.

## Trivia
Marie Elisabeth Lüders erinnerte sich an Berliner Spottverse, die den vergleichsweise ländlich provinziellen Schulstandort und ihre freiwillige Entfernung aus dem urbanen Umfeld aufs Korn nahmen.

### Historische Schriften
- Ida von Kortzfleisch: Das Maidenbuch. 1910.
- Johannes Kramer: Das ländlich-hauswirtschaftliche Bildungswesen in Deutschland. Dissertation an der Universität Erlangen, Fulda 1913.
- Preußisches Ministerium für Landwirtschaft, Domänen und Forsten: Die Bestimmungen des Herrn Ministers für Landwirtschaft, Domänen und Forsten über die Ausbildung von Lehrerinnen der Landwirtschaftlichen Haushaltungskunde vom 30. März 1914: Sonderabzug für den Reifensteiner Verein für wirtschaftliche Frauenschulen auf dem Lande. Aus dem Ministerialblatt für 1914, S. 80 ff. Unger, Berlin 1914.
- Immanuel Frick: Wie wird man in Preußen Lehrerin der landwirtschaftlichen Haushaltungskunde?  Deutsche Landbuchhandlung, Berlin, 2. Aufl. 1914.
- Reifensteiner Verein für Wirtschaftliche Frauenschulen auf dem Lande: Allgemeine Vereinsschrift. Schmidt & Thelow, Gotha 1915.
- Das Maidenblatt. Organ des Reifensteiner Verbandes für Haus- und Landwirtschaftliche Frauenbildung e. V. und des Maidenbundes. Schmidt & Thelow, Gotha 1916–1942.
- Anna von Heydekampf: Maidenstammliste. Schmidt & Thelow, Gotha 1925.
- Anna von Heydekampf (Hrsg.): Ida von Kortzfleisch, ihr Leben und ihr Werk. Schmidt & Thelow, Gotha 1927.

### Ratgeberliteratur aus der Reifensteiner Praxis
- Lotte Matschoss: Die Schneiderpuppe aus Papier. Reifensteiner Frauenschulverlag, Berlin 1930.
- Lotte Matschoss: Farben und ihre Anwendung im täglichen Leben. Reifensteiner Frauenschulverlag, Berlin 1930.
- Reifensteiner Verband: Reifensteiner Wäscheregeln. Kurze Anleitung zur Behandlung der Wäsche nebst Rollen und Plätten. Schmidt & Thelow, Gotha, 7., durchgesehene und vermehrte Aufl. 1930.
- Elsbeth von Oppen: Reifensteiner Einmachrezepte für Obst und Gemüse. Vandenhoeck & Ruprecht, Göttingen, 10., neu bearbeitete Aufl. 1960.
- Luise Senff: Reifensteiner Grundrezepte für Kochen und Backen. Vandenhoeck & Ruprecht, Göttingen, 9. Aufl. 1966.
- Reifensteiner Verband e. V. – Verein für ehemalige Reifensteiner (Hrsg.): Reifensteiner Rezepte. Rezept- und Ratgebersammlung der Wirtschaftlichen Frauenschule Reifenstein (Eichsfeld). Reprint-Sammelband mit Koch-, Back- und Einmachrezepten, Gemüsebau, Wäscheregeln. Thematische Einführungen zur Geschichte von Ina Farwick, Josef Keppler, Herbert Goedecke. Mecke, Duderstadt 2005, ISBN 3-936617-45-7.

### Neuere Studien
- Ortrud Wörner-Heil: Frauenschulen auf dem Lande – Reifensteiner Verband (1897–1997) (= Schriftenreihe des Archivs der deutschen Frauenbewegung, Band 11). Archiv der Frauenbewegung, Kassel 1997, ISBN 3-926068-12-4.
- Anke Sawahn: Die Frauenlobby vom Land. Die Landfrauenbewegung in Deutschland und ihre Funktionärinnen 1898 bis 1948. DLG-Verlag, Frankfurt am Main 2009, ISBN 978-3-7690-0731-2.
- Ortrud Wörner-Heil: Adelige Frauen als Pionierinnen der Berufsbildung. Die ländliche Hauswirtschaft und der Reifensteiner Verband. Kassel University Press, Kassel 2010, ISBN 978-3-89958-904-7.
- Juliane Jacobi: Mädchen- und Frauenbildung in Europa. Von 1500 bis zur Gegenwart. Campus Verlag, Frankfurt am Main 2013, ISBN 978-3-593-39955-3.
- Ortrud Wörner-Heil: Käthe Delius (1893–1977). Hauswirtschaft als Wissenschaft. Michael Imhof Verlag, Petersberg 2018, ISBN 978-3-7319-0737-4.